# Gangachhara
Gangachhara är ett underdistrikt i Bangladesh. Det ligger i den norra delen av landet, 270 km nordväst om huvudstaden Dhaka.
Trakten runt Gangachhara består till största delen av jordbruksmark. Runt Gangachhara är det mycket tätbefolkat, med 1 221 invånare per kvadratkilometer.